# Paratypothorax
Paratypothorax — викопний рід етозаврів. Відомий один вид.